# Зелените поля...
Зелените поля... е български игрален филм (комедия) от 1984 година на режисьора Пламен Масларов, по сценарий на Александър Томов. Оператор е Пламен Сомов. Създаден е по новелата „Митри и кончето“ на Александър Томов. Музиката във филма е композирана от Стефан Димитров.

## Актьорски състав
- Стефан Мавродиев – Митри
- Любен Чаталов – Иван
- Мариана Димитрова – Снежка
- Вълчо Камарашев – Туйков
- Велко Кънев – Орташки

В епизодите:
- Лили Райнова – Туйковица
- Рашко Узунов
- Мария Панева
- Бойка Велкова – Колежката на Снежка
- Николай Латев
- Емил Молхов
- Венцислав Гюров